# Cixius catheta
Cixius catheta är en insektsart som beskrevs av Tsaur 1991. Cixius catheta ingår i släktet Cixius och familjen kilstritar. Inga underarter finns listade i Catalogue of Life.